# Myrtle Beach Bowl 2022
Match précédent Match suivant
Le Myrtle Beach Bowl 2022 est un match de football américain de niveau universitaire joué après la saison régulière de 2022, le 19 décembre 2022 au Brooks Stadium situé à Conway dans l'État de la Caroline du Sud aux États-Unis.
Il s'agit de la 3e édition du Myrtle Beach Bowl.
Le match met en présence l'équipe des Thundering Herd de Marshall issue de la Sun Belt Conference et l'équipe indépendante des Huskies du Connecticut.
Il débute vers 14 h 30 locales (20 h 30 en France) et est retransmis à la télévision par ESPN.
Marshall gagne le match sur le score de 28 à 14. 

## Présentation du match
Il s'agit de la 2e rencontre entre les deux équipes:
| Saison | Date             | Vainqueur | Score   | Perdant     | Compétition         |
| ------ | ---------------- | --------- | ------- | ----------- | ------------------- |
| 2015   | 26 décembre 2015 | Marshall  | 16 - 10 | Connecticut | St. Petersburg Bowl |

| Équipes                                                                                           | Couleurs | Conférences | Entraîneurs                   | Stats. saison rég. | Classements avant le bowl | Classements avant le bowl | Classements avant le bowl |
| ------------------------------------------------------------------------------------------------- | -------- | ----------- | ----------------------------- | ------------------ | ------------------------- | ------------------------- | ------------------------- |
| Équipes                                                                                           | Couleurs | Conférences | Entraîneurs                   | Stats. saison rég. | CFP                       | AP                        | Coaches                   |
| Thundering Herd de Marshall                                                                       |          | Sun Belt    | Charles Huff (en) (2e saison) | 8 - 4              | NC                        | NC                        | NC                        |
| Huskies du Connecticut                                                                            |          | Ind.        | Jim L. Mora (en) (1re saison) | 6 - 6              | NC                        | NC                        | NC                        |
| - Arbitre : Ron Hudson (MAC) - Équipe donnée favorite par les bookmakers : Marshall par 10 points |          |             |                               |                    |                           |                           |                           |

### Thundering Herd de Marshall
Avec un bilan global en saison régulière de 8 victoires et 4 défaites (5-3 en matchs de conférence), Marshall est éligible et accepte l'invitation pour participer au Myrtle Beach Bowl 2022.
Ils terminent 3e de la Division East de la Sun Belt Conference derrière Coastal Carolina et James Madison.
À l'issue de la saison 2022 (bowl non compris), ils n'apparaissent pas dans les classements CFP, AP et Coaches.
Il s'agit de leur première participation au Myrtle Beach Bowl.
| Logo     | Postes                                                    | Joueurs                                                   | Statistiques                                                     |
| -------- | --------------------------------------------------------- | --------------------------------------------------------- | ---------------------------------------------------------------- |
|          | Quarterback                                               | Cam Fancher                                               | 121/216 passes réussies pour 1 465 yards, 8 TDs, 5 interceptions |
| Coureur  | Khalan Laborn                                             | 281 courses pour 1 423 yards nets gagnés et 16 TDs        |                                                                  |
| Receveur | Corey Gammage                                             | 49 réceptions pour 724 yards et 5 TDs                     |                                                                  |
| Effectif | Listing et statistiques du roster 2022 du Thundering Herd | Listing et statistiques du roster 2022 du Thundering Herd |                                                                  |

### Huskies du Connecticut
Avec un bilan global en saison régulière de 6 victoires et 6 défaites, Connecticut est éligible et accepte l'invitation pour participer au Myrtle Beach Bowl 2022.
Ils terminent 6e des équipes indépendantes.
À l'issue de la saison 2022 (bowl non compris), ils n'apparaissent pas dans les classements CFP, AP et Coaches.
Il s'agit de leur première participation au Myrtle Beach Bowl.
| Logo     | Postes                                             | Joueurs                                            | Statistiques                                                     |
| -------- | -------------------------------------------------- | -------------------------------------------------- | ---------------------------------------------------------------- |
|          | Quarterback                                        | Zion Turner                                        | 140/231 passes réussies pour 1 245 yards, 9 TDs, 7 interceptions |
| Coureur  | Victor Rosa                                        | 124 courses pour 561 yards nets gagnés et 9 TDs    |                                                                  |
| Receveur | Kevens Clercius                                    | 24 réceptions pour 288 yards et 1 TDs              |                                                                  |
| Effectif | Listing et statistiques du roster 2022 des Huskies | Listing et statistiques du roster 2022 des Huskies |                                                                  |